# Zeche Aurora
Die Zeche Aurora ist ein ehemaliges Steinkohlenbergwerk in Holthausen bei Hattingen, die von 1939 bis 1965 in Betrieb war. Bereits 1828 existierte kurzzeitig ein Stollenbergwerk gleichen Namens, von dem das Grubenfeld übernommen wurde.

## Wichtige Betriebsdaten
Das Abteufen des seigeren Förderschacht im Längenfeld 'Aurora' begann 1939. Aufnahme der Förderung 1940. 1943 wurden die Grubenfelder 'Eisleben' und 'Mühlenbank' von Alte Haase zugekauft. Bei Kriegsende 1945 arbeiteten 34 Beschäftigte in der Zeche. In den folgenden Jahren wurde der Abbau weiter ausgebaut, so dass die Anlage 1949 um einen tonnlägigen Schacht erweitert wurde. Dieser entstand 1,5 km östlich der bestehenden Anlage. Zu diesem Zeitpunkt förderten 190 Mann 67.000 Tonnen Kohle pro Jahr.
Der alte Schacht wurde 1953 zum Hauptförderschacht ausgebaut und erhielt den Namen „Eugen Eickmann“. Die Zeche wurde 1956 um den Schacht „Gute Hoffnung“ und 1957 um den Schacht „Barbara“ mit einer Teufe von 400 Metern erweitert. Es wurden weitere Grubenfelder zugekauft. Die Belegschaft stieg bis 1962 auf 292 Mann und die Förderleistung auf 113.000 Tonnen Kohle. Die Förderung sank 1964 auf 90.000 Tonnen Kohle. Die Zeche Aurora wurde am 27. März 1965 wegen Unwirtschaftlichkeit stillgelegt bzw. beantragte die Stilllegungsprämie beim Rationalisierungsverband.

## Nachnutzung
Der Ortsverband Hattingen des Technischen Hilfswerks mietete 1967 das Verwaltungsgebäude und den Pferdestall als Stützpunkt und Vereinshaus an. Die Aurora-Siedlung blieb ebenso erhalten wie der Straßenname Aurora-Straße.